# 銀の星

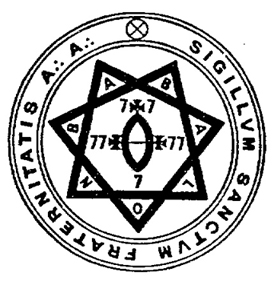
銀の星（A∴A∴）の紋章

銀の星（ぎんのほし）またはA∴A∴（ラテン語: Argenteum Astrum、ギリシア語: Άστρον Αργόν〈Astron Argon〉、いずれも文字通りの意味は「銀の星」、または ラテン語: Arcanum Arcanorum すなわち「秘中の秘」、または ヘブライ語: Arikh Anpin すなわち「巨大な顔」、英語: Angel and Abyss すなわち「天使と深淵」、あるいはケテル）は、アレイスター・クロウリーが黄金の夜明け団離脱後の1907年に創設した魔術結社である。A∴A∴はセレマ的魔術団体であり、その目的は光と知識の探究である。クロウリーの強い影響下にあって団の聖典は『法の書』となっている。A∴A∴のモットーは「科学の方法、宗教の目的」である。A∴A∴は東方聖堂騎士団（OTO）の一部ではないが、OTOはA∴A∴を親密な盟友と見なしていた。
21世紀においてもA∴A∴の霊統はいくつかの系統に分かれて存続しており、それらは創設者であるクロウリーとジョージ・セシル・ジョーンズに起源を求めることができる。秘密結社は情報を公開しないため、どの程度引き継いでいるか詳細は不明である。

## 会員制度
基本的には、A∴A∴はひとつ上の位階の先輩がひとつ下の後輩の指導を受け持つという連鎖的な教育体制を取っており、会員は自分の直接の指導者と自分が直接指導する相手しか知らないという点でユニークである。定期的な集団儀式はなく（めったに行われないテンプルでの参入儀式においては、司官の身元を隠すための措置が講じられる）、会員は必要に応じて団の上位階者の助言を求めることができるが、独力で研鑽を積むことが期待される。このようにしてこの体制の創設者は、先行団体である黄金の夜明け団の崩壊をもたらしたとされる多くの政治的問題を回避しようとした。A∴A∴は個の啓発（霊的照明）に焦点を絞った霊的団体であり、師から弟子への秘儀伝授の連環を保持し、自身が達成した成果のすべてを後続の弟子たちに注ぎ込むことに重きをおいている。

## 位階構造
A∴A∴は11位階からなり、一つの予備段階と三つの「団」に分かれており、うち二つは黄金の夜明け団に由来している。ただし黄金の夜明け団のそれにわずかの変更が加えられている。結果としてA∴A∴という名称は第三団に特定した呼称として使われることもある。理論上、第三団の団員は自身の理解を反映した第一団と第二団の教義の自分独自のバリエーションを作成することができる。

### 団に属さない位階
学徒 (Student)
「学徒」の課題は、指定された複数の書物を読破し、そこに表現されているあらゆる学識体系について一般的な知的理解を得ることである。一定期間経過後、「学徒」はテキスト持ち込み可の試験を受け、その後、歴史講義文書（『61の書』、G∴D∴の崩壊とA∴A∴の発足の経緯を記した書）の読書に伴う小儀式を修了し、「仮入会者」の位階に進む。
仮入会者（Probationer、プロベイショナー）
(0°=0□)：この位階は第一に志願者が自分に大いなる業を遂行する能力があることを示し、A∴A∴に本参入する準備のために存在する。「仮入会者」の基本的な課題は、自分が選んだ訓練を開始し、詳細な魔法日記を一年間継続して書き記すことである。ここにおいて「仮入会者」は「自己存在の本性（生来もっているもの）と能力についての科学的知識」を得るという課題を科せられる。クロウリーは別の箇所で、「仮入会者」は（『Oの書』と『Eの書』に説明されているように）団の核心的実践についてある程度の習熟度を示さなければならないと述べている。これは主として、「仮入会者」が昇進して新たな「新参者」となり、自分の弟子となる「仮入会者」の学習を指導する段になった時に必要となる経験を確実なものとするためである。次の位階である「新参者」への参入は、少なくとも一年経過後に Liber Throa と題された未公開の儀式を通じて授けられる。

### G∴D∴（黄金の夜明け）団
新参者（Neophyte、ニーオファイト）
(1°=10□)：この位階の名称はギリシャ語の neophytos（「新たに企てられた」という意味）に由来する。「新参者」位階は真の秘儀参入が行われる最初の位階であり、志願者は成長の場である肥沃な霊的土壌に身を置く。「新参者」は「自己存在の本性と能力の制御」を達成するという課題を科せられる。これは「界層の上昇」技法の習得と活用、換言すれば星幽界の完全な制御を獲得することによって遂行される。「熱心者」の位階への参入は最短で8ヶ月後に受けられ、The Passing through the Tuat という儀式を通じて行われる。この位階は生命の樹のマルクトに対応する。
熱心者（Zelator、ジーレイター）
(2°=9□)：「熱心者」の主な作業はアーサナ（座法）とプラーナーヤーマ（調息）の完全な成功をおさめることである。彼はまた、薔薇十字の術式の学習を開始する。"Zelator" という言葉はおそらくギリシャ語の zealos （熱意）から派生している。これは、この位階の主要訓練を特徴づけている、エネルギー形成的技法であるアーサナとプラーナーヤーマに関連している。この位階の誓約書では、「熱心者」は「自己存在の基礎を制御することを達成すること」となっている。それはこの位階がイェソドのセフィラに関連づけられているからである。「実践者」への昇進は書類上のみで参入儀式は要求されず、与えられる時期の制約はない。この位階は生命の樹のイェソドに対応する。
実践者（Practicus、プラクティカス）
(3°=8□)：「実践者」は知的訓練を完了すること、特にカバラを学習することが期待される。この位階の名称は、それ以前の位階で獲得した技能を「実際に」活用するということを示唆している。「実践者」は「自己存在の制御を達成すること」が要求される。それは自身の思考を制御することを会得するということであり、思考・言葉・行為を一点に集中させることができるようになるということである。「哲学者」への昇進は「実践者」への昇進同様、書類上のみで時期の制約なく与えられる。この位階は生命の樹のホドに対応する。
哲学者（Philosophus、フィロソファス）
(4°=7□)：「哲学者」は道徳的訓練を完了することを期待される。「哲学者」は団に対する忠誠が試される。特にこの位階は、『アスタルテの書』で概説されているような様々な神格への崇拝に専心することを重視している。この位階の誓約は次のように特徴づけられる。「哲学者」は「自己存在の誘引と反発の制御を達成」しようと決意する。この努力はまず第一に、自身の好きなものと嫌いなものを超越すること、意図的に道徳を無視すること、といったようなことに向けられる。この目的は、自己に組み込まれた固定観念を脱却し、完全に平静を保った観点に達することである。この過程の完成をもって「境界の主」への昇進となる。昇進の時期の指定も所定の儀式もない。この位階は生命の樹のネツァクに対応する。
境界の主（Dominus Liminis、ドミナス・リミニス）
（中継位階）：「境界の主」位階は、イェソドを中心とする外陣であるG∴D∴団と、ティファレトを中心とするR∴C∴団をつなぐ「橋」である。「境界の主」の作業は、それ以前の位階の作業を拡張し精錬させ、これを整合性の取れた統一体へと統合することである。「新参者」の自己統制、「熱心者」のエネルギー、「実践者」の一点集中、「哲学者」の中立性は融合して、熱望の力を強化し精錬させる作業へと転ずる。実際、この位階の誓約はまさにそれで、「自己存在の熱望の制御を達成すること」となっている。Dominus Liminis という名称は「境界の主」（Dominus：ラテン語の主格「主」、Liminis：ラテン語の所有格「境界の」）を意味し、マグレガー・マサースの旧・黄金の夜明け団の「門の主」（Lord of the Portal、予備門の小径の主）を置き換えたものである。ここで言う「門」（入り口）ないし「境界」（敷居）とは、秘儀参入者がまさに外陣であるGDの小密儀から内陣であるRR & AC（紅薔薇＝黄金十字）の大密儀へと通過しようとしているという事実を指し示すものである。

### R∴C∴（薔薇十字）団
小達人(Adeptus Minor、アデプタス・マイナー)
(5°=6□)：「小達人」の位階はA∴A∴の教育の主要テーマとなっている。これは「聖守護天使の知識と会話の達成」に特徴づけられる。「小達人」の仕事は、自分の上位階者たちの命じるやり方と自分の「天性」の命じるやり方で、世界に団の「美」を顕現させることである。この位階は生命の樹のティファレトに対応する。
大達人(Adeptus Major、アデプタス・メイジャー)
(6°=5□)：「大達人」の仕事は魔術の力を用いて自分の上位階者である「被免達人」の権威を支えることである。「大達人」は自立、力(Force)の適切な使用、下位の位階を統べる権限を獲得する。この位階は生命の樹のゲブラーに対応する。
被免達人(Adeptus Exemptus、アデプタス・イグゼンプタス)
(7°=4□)：「被免達人」は宇宙についての自分の知識を開陳する論文と、宇宙の繁栄と発展のための提案書とを準備し出版しなければならない。かくして彼は思想の一学派のリーダーとして知られることになるであろう。彼は瞑想の最高峰の境地の寸前にまで達するであろう。そしてそこまで来れば、彼の取りうべき唯一の道は仲間の生き物たちを援けることに完全に身を捧げることだ、という認識に到達するだけの準備が既にできているはずである。この位階は生命の樹のケセドに対応する。
深淵の嬰児（Babe of the Abyss）
（中継位階）：「深淵の嬰児」は二つの団の間の通過段階であり、正確には位階ではない。これは自己を構成したり宇宙を成り立たせているあらゆる結びつきの無化であり、あらゆる複雑なものがその構成要素へと分解することである。そしてその結果、事物は他の事物との関係性や反応についてのみ知り得るようになるため、これらの構成要素は顕現することを止める。

### S. S.（銀の星）団
神殿の首領（Magister Templi、マジスター・テンプリ）
(8°=3□)：この位階の主な仕事は宇宙の完全な理解を得ることである。この達成の要点は、自らの真の自己を制限したり妨害する人格の完全な滅却である。「神殿の首領」は神秘主義の卓越した達人であり、すなわち彼の悟性は内なる矛盾からも外なる蒙昧からも完全に解放される。彼の「ことば」は彼自身の精神に従って、存在する宇宙を理解せんとする。この位階は生命の樹のビナーに対応する。
魔術師（Magus、メイガス）
(9°=2□)：「メイガス」は叡智の達成を目指し、自らの法を宣言し、その最大にして最高の意味において、あらゆる魔術の達人である。彼の意志は内なる放漫からも外なる対立からも完全に解放される。彼の仕事は自らの意志に合致した新しい世界を創造することである。この位階は生命の樹のコクマーに対応する。
自己自身者（Ipsissimus、イプシシマス）
(10°=1□)：下位の諸位階の理解を超えている。「イプシシマス」は制限や必要性から解放され、顕現宇宙との完全なる調和のうちに生きる。本質的に言って最高度の達成である。この位階は生命の樹のケテルに対応する。